# Martha White
Martha White, contessa di Elgin (1739 – 21 giugno 1810), è stata una nobildonna inglese.

## Biografia
Era l'unica figlia di Thomas White, banchiere di Kirkaldy e Londra, e di sua moglie, Martha White.

## Matrimonio
Sposò, il 1º giugno 1759 a Edimburgo, Charles Bruce, V conte di Elgin. Ebbero otto figli:
- Lady Martha Bruce (3 giugno 1760);
- Lady Janet Bruce (2 luglio 1761);
- Lord William Robert Bruce (15 gennaio 1763);
- William Bruce, VI conte di Elgin (1764-1771);
- Thomas Bruce, VII conte di Elgin (1766-1841);
- Lord Charles Andrew Bruce (1768-1810), sposò Charlotte Sophia Dashwood, ebbero tre figli;
- Lord James Bruce (1769-1798);
- Lady Charlotte Matilda Bruce (28 maggio 1771-marzo 1816), sposò l'ammiraglio Philip Charles Durham, non ebbero figli.

## Ultimi anni e morte
Nel 1799, su ordine del re Giorgio III, e con il titolo di " Governante ", Lady Elgin è stata incaricata di sovrintendere alla principessa Carlotta del Galles, unica figlia del principe di Galles. Vissero insieme in Warwick House. Tuttavia, durante il 1804, il padre di Carlotta insistette che Lady Elgin andasse in pensione, apparentemente perché era diventata troppo vecchia, ma probabilmente perché il principe era arrabbiato che Carlotta fosse andata a visitare il nonno senza il suo permesso.
Morì il 21 giugno 1810. Fu sepolta a St. Mary, Twickenham.